# Fjodor Gladkov

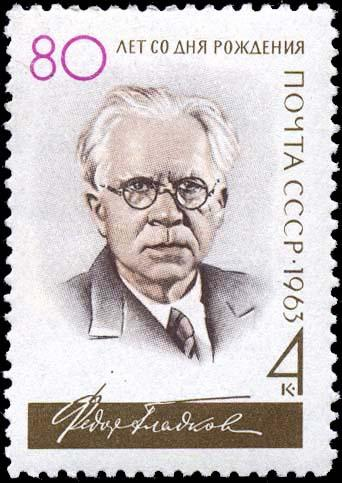
Fjodor Gladkov, Russische postzegel, 1963

Fjodor Vasiljevitsj Gladkov (Russisch: Фёдор Васильевич Гладков) (Tsjernavka, Oblast Saratov, 21 juni 1883 – Moskou, 20 december 1958) was een Russisch schrijver.

## Leven en werk
Gladkov werd in het Wolga-gebied geboren in een familie van oudgelovigen en bracht zijn jeugd door in Krasnodar. Al op jonge leeftijd werkte hij als hulpleraar en in 1905 behaalde hij zijn onderwijzersdiploma. In 1906 werd hij vanwege politieke propaganda voor drie jaar verbannen naar Siberië, waarna hij onderwijzer werd in zijn geboortedorp. In 1918 moest hij als bolsjewiek vluchten voor de Witten en vond bescherming bij de arbeiders van een cementfabriek. In 1920 werd Gladkov partijlid. Nadat de Wit-kozakken in 1920 waren verslagen, werd Gladkov even volkscommissaris voor onderwijs in de Koebanregio. In 1921 verhuisde hij naar Moskou en begon daar een loopbaan als journalist en schrijver. 
Als schrijver maakte Gladkov vooral naam met zijn klassieke socialistisch realistische roman Cement (1925). In Cement voert hij het proletarische echtpaar Gleb en Dasja ten tonele en werkt hij een aantal voor die tijd exemplarische thema’s uit: Gleb is de nieuwe handelende Sovjetheld die een tijdens de burgeroorlog door de Witten vernielde cementfabriek weer opbouwt, Dasja is vooral in de partij actief, maar vertegenwoordigt ook het in de jaren twintig in de nieuwe Sovjet-staat actuele thema van de seksuele vrijheid. Het privéleven echter wordt duidelijk ondergeschikt gemaakt aan het werken voor de maatschappij. Het huwelijk van Gleb en Dasja lijdt dan ook op een dramatische wijze schipbreuk, zozeer dat zelfs hun kind van honger sterft in een kindertehuis. Niettemin eindigt de roman positief, vanuit het idee dat het werken aan de wederopbouw voor iedereen, ondanks alle tegenslag, toch weer een nieuw leven kan inluiden.
De tweede grote roman van Gladkov, Energie (1933), over het vijfjarenplan en de bouw van een krachtcentrale, is veel minder geslaagd.
Van 1945 tot 1948 was Gladkov directeur van het Maxim-Gorki Literatuurinstituut in Moskou. Hij stierf in 1958.

## Werken (selectie)
- Cement, 1925
- Nieuwe aarde, 1932
- Energie, 1933
- De sneeuw smelt (Autobiografie), 1949